# 김현우 (1999년 3월)
김현우(1999년 3월 7일 ~ )는 대한민국의 축구 선수로, 포지션은 센터백, 수비형 미드필더, 센터포워드이며, 대전 하나 시티즌 소속으로 현재 김천 상무로 군 복무 중이다.

## 클럽 경력
2018 시즌을 앞두고 울산 현대에 입단했다. 입단 직후인 1월 17일 같은 구단의 김규형과 함께 크로아티아의 명문 구단인 GNK 디나모 자그레브로 임대 이적함이 발표되었다.
2020년 1월, GNK 디나모 자그레브로의 완전이적이 발표되었다.
10월, NK 이스트라 1961로 임대되었다.
2022 시즌을 앞두고 울산 현대로 임대 이적하면서 친정으로 복귀하였다.
2023 시즌을 앞두고 대전 하나 시티즌으로 이적하였다.
2024 시즌 28R 김천 상무와의 원정 경기에서 후반 90분 김재우의 크로스를 받아 극적인 헤딩동점골을 성공시키며 팀은 2:2 무승부를 거두었다.

## 국가대표팀 경력
2019년 FIFA U-20 월드컵 최종 명단에 포함되었다. 남아프리카 공화국과의 U-20 월드컵 조별 예선 2차전 경기에서 후반 24분 헤딩골을 기록했다. 이 골을 잘 지킨 대한민국은 1-0으로 승리해서 대회 첫 승을 거두었다. 이후 김현우는 결승전까지 전 경기에 모두 출전하였다.

## 예능
- 2019년 7월 3일 MBC 《황금어장 라디오스타》 624회

## 수상

### 팀
- FIFA U-20 월드컵 준우승: 2019
- 울산 현대 우승 1회 : 2022